# 呉大帝孫権蒋陵
呉大帝孫権蒋陵（ごだいていそんけんしょうりょう）は中華人民共和国江蘇省南京市玄武区の紫金山に位置する三国時代・呉の初代皇帝孫権の陵墓。

## 概要
呉の初代皇帝孫権とその正妃潘皇后の合葬陵墓である。そのほか、もう一人の妃歩夫人と孫権の長男孫登（皇太子）も近くに埋葬されており、別に歩夫人塚と宣明太子墳と呼ばれている。
明確な方位は明らかでないが、明の記述により、孫権の陵墓として1957年に治定されている。江蘇省南京市市級文物保護単位。これまでに本格的な調査はなされていない。

## 交通アクセス
- 南京地下鉄2号線の苜蓿園駅からバス中山陵环线もしくは旅游专线1号线にて「明孝陵(紫霞湖)」で下車[2]。

## 入場料
明孝陵観光地の内部にあるため、入場料は70元。